# Dziwnów
Dziwnów este un oraș în județul Kamień Pomorski, voievodatul Pomerania Occidentală, Polonia.